# Эвтерпа

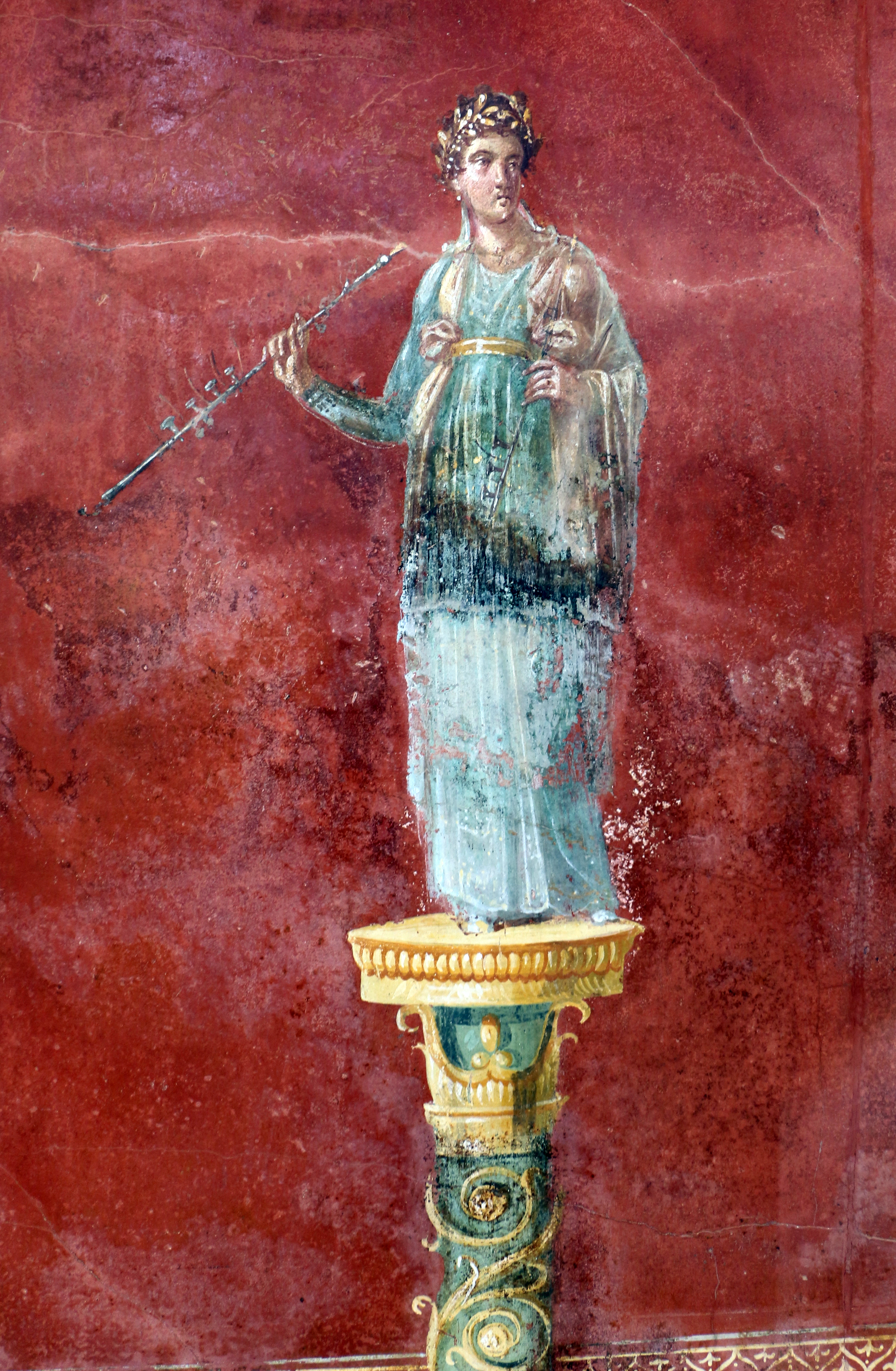
Эвтерпа на античной фреске из Помпей

Эвтерпа, или Евтерпа (др.-греч. Εὐτέρπη «увеселяющая») — в греческой мифологии одна из девяти муз, дочерей Зевса и титаниды Мнемосины, муза лирической поэзии и музыки. Изображалась с авлосом или сирингой в руках.
Мать Реса от речного бога Стримона. Согласно этимологии Диодора, получила имя от наслаждения (терпейн) слушателей, которые получают блага образования. Её имя среди Муз называет и Цец.
Муза (мать Реса) выступает как действующее лицо трагедии Псевдо-Еврипида «Рес».
В честь Эвтерпы назван астероид (27) Эвтерпа, открытый в 1853 году. Эвтерпа изображена в гербе муниципального образования «Чёрная речка» (г Санкт-Петербург).